# 粉末冶金
粉末冶金（ふんまつやきん、英: powder metallurgy）とは、金属粉末を成型して焼結し、金属製品を造る製法。陶磁器の製法に近い。鋳造では融点・比重の組合せで均一な組織が作りにくい合金の製造や、鋳造よりも後加工の少ない素材の製造などに利点がある。
作り出された部品や材質の総称については焼結合金または粉末合金という呼び方をする。
「冶金」は、金属学の分野のうち製法を研究する分野の冶金学などに用いられるやや古い用語。
金属粉末表面の酸化皮膜は焼結には妨げとなるので、還元雰囲気中や不活性ガス中や真空中で行われる事もある。
主な成型法はプレス成形であり、近年、新技術として金属粉末射出成形法が注目されている。
もとはタングステンのような高融点材料や含油軸受のような、他の加工プロセスでは適用が困難であるような加工品に用いられていたが、機械加工をしなくても精度の良い部品を効率よく生産できることが認識され、機械部品分野への普及が拡大している。

## 適用例
粉末冶金法を応用した例として多孔質仕様の焼結フィルターがある。含油軸受として使用した場合、洗濯機・扇風機・ハードディスクなどの小型モーター部品として多用されている。

## 特徴

### 長所
- 金型を用いて製造するため、次の点で優れている。
  - 大量生産の容易さ。それによるコストの低減。
  - 金型によるニアネットシェイプを製造可能。それにより、歩留まりがよく、部品一体化などによるコスト低減も可能。
- 難加工材料でも適用できる[1]。
- 粉末金属の調合により材料調質が容易
- 通常、製品内部に多くの孔（気孔）を内包し、見掛密度が真密度よりも低くなるため、部品重量の軽量化が可能。
- 気孔を利用して潤滑油を含ませることが可能である。油の補給が不要になる。

### 短所
- 見掛密度が真密度よりも低くなるため、強度等の機械的性質が劣る[1]。
- 大型形状の製造が困難である[1]。
- 粉末表面の酸化皮膜が問題になることがある[1]。

## 材料
粉末冶金に用いられる金属粉末材料は、次のように分類される。
- 鉄系 - 生産量は鉄および合金鋼粉が80-90％を占める[1]。
- 銅系
- ステンレス系
- チタン系
- タングステン系

金属粉の製造法には、以下のものがある。
- 噴霧法 - 鉄系において主流。
- 還元法
- 機械的粉砕
- 電解
- 熱分解
- 急冷凝固